# Filippo Burzio
Filippo Burzio, född 16 februari 1891 i Turin, död 25 januari 1948 i Ivrea, var en italiensk journalist, matematiker och statsvetare.

## Verk
- Politica demiurgica, 1923
- Ritratti, 1929, 1933, 1937
- Profeti d'oggi, 1939
- Dal superuomo al demiurgo, 1952